# Бур-Шарант
Бур-Шара́нт (фр. Bourg-Charente) — коммуна во Франции, находится в регионе Пуату — Шаранта. Департамент — Шаранта. Входит в состав кантона Сегонзак. Округ коммуны — Коньяк.
Код INSEE коммуны — 16056.
Коммуна расположена приблизительно в 410 км к юго-западу от Парижа, в 110 км юго-западнее Пуатье, в 30 км к западу от Ангулема.

## Население
Население коммуны на 2008 год составляло 739 человек.
| 1962 | 1968 | 1975 | 1982 | 1990 | 1999 | 2008 |
| ---- | ---- | ---- | ---- | ---- | ---- | ---- |
| 732  | 698  | 708  | 739  | 722  | 754  | 739  |

## Климат
Климат океанический. Ближайшая метеостанция находится в городе Коньяк.
| Показатель                        | Янв. | Фев. | Март | Апр. | Май  | Июнь | Июль | Авг. | Сен. | Окт. | Нояб. | Дек. | Год   |
| --------------------------------- | ---- | ---- | ---- | ---- | ---- | ---- | ---- | ---- | ---- | ---- | ----- | ---- | ----- |
| Средний суточный максимум, °C     | 8,7  | 10,5 | 13,1 | 15,9 | 19,5 | 23,1 | 26,1 | 25,4 | 23,1 | 18,5 | 12,4  | 9,2  | 17,7  |
| Средняя температура, °C           | 5,4  | 6,7  | 8,5  | 11,1 | 14,4 | 17,8 | 20,2 | 19,7 | 17,6 | 13,7 | 8,6   | 5,9  | 12,5  |
| Средний суточный минимум, °C      | 2,0  | 2,8  | 3,8  | 6,2  | 9,4  | 12,4 | 14,4 | 14,0 | 12,1 | 8,9  | 4,7   | 2,6  | 7,8   |
| Норма осадков, мм                 | 80,4 | 67,3 | 65,9 | 68,3 | 71,6 | 46,6 | 45,1 | 50,2 | 59,2 | 68,6 | 79,8  | 80,0 | 783,6 |
| Источник: Relevé météo des Cognac |      |      |      |      |      |      |      |      |      |      |       |      |       |

## Администрация
| Период | Период | Фамилия       | Партия                                                   | Примечания     |
| ------ | ------ | ------------- | -------------------------------------------------------- | -------------- |
| 1983   | 1995   | Поль Бренье   |                                                          |                |
| 1995   | 2008   | Анри Дож      |                                                          | виноградарь    |
| 2008   | 2014   | Жером Суриссо | Демократическое движение → Союз демократов и независимых | директор школы |

## Экономика
Основу экономики составляют сельское хозяйство и виноградарство.
В 2007 году среди 426 человек в трудоспособном возрасте (15—64 лет) 316 были экономически активными, 110 — неактивными (показатель активности — 74,2 %, в 1999 году было 75,1 %). Из 316 активных работали 289 человек (167 мужчин и 122 женщины), безработных было 27 (13 мужчин и 14 женщин). Среди 110 неактивных 23 человека были учениками или студентами, 43 — пенсионерами, 44 были неактивными по другим причинам.

## Достопримечательности
- Приходская церковь Сен-Жан (XII век). Исторический памятник с 1913 года[3]
  - Фамильная скамья сеньора (XVI век). Исторический памятник с 2002 года[4]
- Бенедиктинский монастырь Сент-Этьен-Сен-Жан
  - Фреска «Поклонение волхвов» (XIII век). Размеры — 145×580 см. Исторический памятник с 1911 года[5]
- Замок Бур-Шарант[фр.] (XVII век), был построен на фундаменте средневекового замка
- Замок Крессе[фр.] (1875 год)
- Замок Тийу (фр. château de Tilloux, 1872 год)

## Фотогалерея
- Бур-Шарант
- Церковь Сен-Жан
- Замок Бур-Шарант
- Мэрия
- Шаранта (река)
- Придорожное распятие